# Phymaturus yachanana
Espèce
Statut de conservation UICN

 LC  : Préoccupation mineure
Phymaturus yachanana est une espèce de sauriens de la famille des Liolaemidae.

## Répartition
Cette espèce est endémique de la province de Río Negro en Argentine.

## Publication originale
- Avila, Fulvio Pérez, Minoli & Morando, 2014 : A new lizard of the Phymaturus genus (Squamata: Liolaemidae) from Sierra Grande, northeastern Patagonia, Argentina. Zootaxa, no 3793 (1), p. 99–118.